# Ruta Estatal de Nevada 425
La Ruta Estatal de Nevada 425, y abreviada SR 425 (en inglés: Nevada State Route 425) es una carretera estatal estadounidense ubicada en el estado de Nevada. La carretera inicia en el Oeste desde la Gold Ranch Road in Verdi hacia el Este en la  I 80     en Verdi. La carretera tiene una longitud de 5,4 km (3.368 mi).

## Mantenimiento
Al igual que las autopistas interestatales, y las rutas federales y el resto de carreteras estatales, la Ruta Estatal de Nevada 425 es administrada y mantenida por el Departamento de Transporte de Nevada por sus siglas en inglés Nevada DOT.

## Cruces
La Ruta Estatal de Nevada 425 es atravesada principalmente por la .